# Prepucio del clítoris
En la anatomía humana, el prepucio del clítoris (lat. praeputium clitoridis), también llamado prepucio clitorial, es el pliegue cutáneo, punto de encuentro de los labios menores de la vulva, que cubre el clítoris. Bajo este prepucio está el glande del clítoris, que puede o no ser cubierto por él, dependiendo del tamaño y el estado de erección o relajación. Tal como sucede con el prepucio del pene, es posible que las secreciones genitales se acumulen debajo, y pueden causar irritación o mal olor por descomposición bacteriana. 
- Datos: Q503427
- Multimedia: Clitoral hood / Q503427